# El Anseur
El Anseur è un comune dell'Algeria, situato nella provincia di Bordj Bou Arreridj.